# Грб Калиновика
Грб Калиновика је званични симбол српске општине Калиновик.
Општина има свој званични грб који у врху садржи ранији грб Републике Српске. Због измјене републичког грба, неке институције општине сматрају да је потребно и грб општине прилагодити овој измјени, па се паралелно користи и додатна верзија грба.
Иначе, грб својим садржајем одудара од хералдистичких правила и идејно подсјећа на амблеме из комунистичког периода, а његов блазон више даје пјеснички, него хералдистички опис, који је комплетан описан у Статуту општине.

## Опис грба

### Круна
Мотив круне: Тип круне који се готово искључиво појављује у хералдици Босне и Херцеговине је типичан за 13. и 14. вијек (отворен са три видљива крина). Има индиција да датира од прве крунидбене гарнитуре Стефана Првовјенчаног, којом се Стефан Твртко користио приликом свог краљевског крунисања у Милешеви. Овај се тип круне јавља на новцу и печатима готово свих потоњих Немањића.

### Двоглави орао
Мотив двоглавог сребреног орла: О овом мотиву не треба посебно представљање, јер се ради о историјском грбу српске државности, „Сарства од Немање остављеног“, заједнички знак припадања једној историјској судбини.

### Опис грба Калиновика
У централном дијелу композиције налази се велики штит са елементима који најбоље презентују културне, националне, историјске и остале карактеристике ове општине. На самом врху штита се налази мањи штит црвене боје са представом двоглавог сребреног орла у полету, златно оружаног и истих таквих језика и канџи, крунисан Немањићком круном са три видљива крина. На својим грудима он носи крст са четири слова С. Крст је основни амблемски знак који симболише хришћанство и хришћанску цивилизацију. Истовремено крст представља и раскрсницу путева у знак спасења.
И сам Калиновик се налази на раскрсници путева (Фоча-Сарајево и Невесиње-Сарајево). Овај штит се наслања на српску заставу, тробојку са црвеним, плавим и бијелим пољем. Испод (мањег) штита видимо једно необично укрштање мача и пера. Када погледамо кроз историју, овај град су стварали ратници и пјесници. Град уистину краси велики број војсковођа, стога је и представљен овај официрски мач. Калиновик је један од ријетких градова који се може похвалити са великим бројем доктора наука и књижевника у односу на релативно мали број становника, стога овај симбол (перо) свједочи и даје подстицај млађим нараштајима.
У позадини се налази плаво небо, а плава боја у хералдици симболизује слободу.
Пошто се сам град налази између двије високе планине, Трескавице и Лелије, потребно је да се оне, као и брежуљкасто тло богато пашњацима, буду приказани у централном дијелу композиције.
Калиновик је одвајкада био чврсто упориште, о томе свједочи и тврђава која датира још из периода владавине Аустроугарске, па све до данас, имајући у виду да се овдје налази један од највећих артиљеријских полигона (са касарнама) у Европи. У складу с тим, као представа града приказана је тврђава са кулом која на себи има три видљива мерлона, а број мерлона у хералдици свједочи о броју становника.
Од природних богатстава, између осталог, истиче се дрво, затим златном бојом обојено поље, што симболизује жито, затим рељеф који је приказан говори о фантастичним условима за бављење сточарством.
Штитови су обојени и заштићени ловоровим вијенцем, који као што је већ наведено, представља војну и ратничку храброст, чега није недостајало код овог народа ни у прошлим ни у овом задњем ослободилачком рату.
Вијенац је овијен црвеном лентом која на себи има натпис, Мирослављевим писмом „Калиновик“.